# Anna Bendová
Anna Bendová, rodným příjmením Hlavicová (26. května 1975 Praha – 11. září 2008), byla česká divadelní herečka.

## Životopis
Anna Hlavicová se narodila 26. května 1975 v Praze do rodiny herce a dabéra Miloše Hlavici a herečky Růženy Merunkové. Byla sestrou Lukáše Hlavici a nevlastní sestra Marka Hlavici. V době, kdy úspěšně absolvovala DAMU, již byla vdaná, ale role v divadlech nedostávala. Její kolega a divadelní režisér Dušan Pařízek obsadil Annu Bendovou, Mariku Procházkovou a Adélu Kačerovou obsadil do kontroverzní hry Prezidentky.
Představení bylo úspěšně a Bendová získala nominaci na Cenu Alfréda Radoka (1997). Následně jí Michal Lang nabídl hostování v Činoherním klubu ve hře Král nekrál. V roce 1998 se stala natrvalo členkou a zahrála si například ve hrách Vodní družstvo, Letní byt, nebo v Lesoduchovi. Kromě Činoherního klubu vystupovala i v Divadle Komedie a v Divadle Na Jezerce Jana Hrušínského.
Po narození syna se jí byla nabídnuta role Mašle v inscenaci Egréssyho Portugálie. Poté ztvárnila Elisu Zanottiovou v Chiarelliho Masce a tváři, Sestru ve Fosseho Jméně a Rózu v Feydeauově Dámském krejčím. Kvůli nemoci ale žádnou z těchto rolí nedokončila.
Anna Bendová zemřela 11. září 2008 na rakovinu ve věku 33 let.

## Filmografie

### Televize
- Redakce (2004)